# Lijst van beelden in Leusden
Dit is een (onvolledige) chronologische lijst van beelden in Leusden. Onder een beeld wordt hier verstaan elk driedimensionaal kunstwerk in de openbare ruimte van de Nederlandse gemeente Leusden, waarbij beeld wordt gebruikt als verzamelbegrip voor sculpturen, standbeelden, installaties, gedenktekens en overige beeldhouwwerken.
Voor een volledig overzicht van de beschikbare afbeeldingen zie: Beelden in Leusden op Wikimedia Commons.
| Geplaatst | Omschrijving                                                   | Kunstenaar                                                   | Straat | Plaats     | Materiaal                 | Afbeelding           |
| --------- | -------------------------------------------------------------- | ------------------------------------------------------------ | --- | ---------- | ------------------------- | -------------------- |
| 1614      | wapen                                                          |                                                              | Heetvelderweg (op de gevel van boerderij Wellom op Landgoed Den Treek)                                                                         | Leusden    |                           |                      |
| 1952      | Wenende Man                                                    | Maarten Mooij                                                | Dodenweg (op het asstrooiveld van de Rusthof - oorspronkelijke plaats op de Algemene Burgerlijke Begraafplaats Achter Davidshof in Amersfoort) | Leusden    |                           |                      |
| 1952      | gedenksteen                                                    | Steenhouwerij C.M. Lablans                                   | Kamp Amersfoort | Leusden    | natuursteen               |                      |
| 1953      | De Stenen Man of Gevangene voor het vuurpeloton                | Frits Sieger                                                 | Laan 1914, Kamp Amersfoort | Leusden    | vaurionkalksteen          |                      |
| 1956      | gemeentewapens Leusden, Stoutenburg en Achterveld              | Suze Oosterhuis-van der Stok                                 | Hamersveldseweg (op de gevel van het voormalige gemeentehuis)                                                                                  | Leusden    | geglazuurde steen         |                      |
| 1962      | Koedriest (Russisch Monument)                                  | onbekend                                                     | Loes van Overeemlaan, nabij Kamp Amersfoort | Leusden    | graniet                   |                      |
| 1970      | Bijna vrij                                                     | Willy Albers Pistorius                                       | Hessenweg/Jan van Arkelweg, nabij RK kerk | Achterveld | brons                     |                      |
| 1971      | Muurreliëf van een steigerend paard                            | Joop Puntman                                                 | zijwand Geertrudishof, kruising Hamersveldseweg-Noorderinslag                                                                                  | Leusden    | keramiek?                 |                      |
| 1975      | Monument op het Russische Ereveld                              | onbekend                                                     | Dodenweg (op de Rusthof) | Leusden    |                           |                      |
| 1976      | Kruis                                                          | Marijke Ravenswaaij-Deege                                    | Blekerij 33 | Leusden    | brons                     | niet aangetroffen    |
| 1980      | Samenwerking                                                   | Erik van Spronsen                                            | Rotonde Zwarteweg / Olmenlaan / Ruige Velddreef                                                                                                | Leusden    | cortenstaal               |                      |
| 1980      | Liggende beer                                                  | Jo Esenkbrink                                                | Rozengaarde, speelplein basisschool 'De Kleine Beer'                                                                                           | Leusden    | hout                      |                      |
| 1983      | Gemeentewapen                                                  | Jan de Valk (emailleur) en Everard van Daatselaar (edelsmid) | boven entree gemeentehuis | Leusden    |                           |                      |
| 1986      | Stier                                                          | Evert den Hartog                                             | Kastanjelaan | Leusden    | brons                     | (niet meer aanwezig) |
| 1987      | Scrum                                                          | Wilfried Put                                                 | Kooikersgracht | Leusden    | brons                     |                      |
| 1987      | Beweging                                                       | Gert Bekkers                                                 | Zuiderinslag, op terrein Pon importeur | Leusden    | roestvast staal           |                      |
| 1989      | Feldzug                                                        | Armando                                                      | Dodenweg (bij de ingang van de Rusthof) | Leusden    | brons                     |                      |
| 1991      | De reddende brandweerman                                       | Peter de Leeuwe                                              | Burg. v.d. Postlaan | Leusden    | brons                     |                      |
| 1991      | Kracht en gratie                                               | Maria Glandorf                                               | Winkelcentrum Biezenkamp | Leusden    | brons                     |                      |
| 1991      | Hommage à Vincent van Gogh                                     | Aat Veldhoen                                                 | Bibliotheek Leusden, 't Erf | Leusden    | brons                     |                      |
| 1994      | Schietgebed                                                    | Pépé Grégoire                                                | Schietbaan Appelweg | Leusden    | staal/RVS?                |                      |
| 1994      | zonder titel                                                   | Bertus Blom                                                  | Hamersveldseweg 105, bij gemeentewerf | Leusden    | betonmortel               |                      |
| 1994      | Gespiegeld huis                                                | Jan Mulder                                                   | 't Plein | Leusden    | roestvast staal           |                      |
| 1994      | Het stille ambtenarenverzet                                    | Renée van Leusden                                            | 't Erf | Leusden    | brons                     |                      |
| 1994-1995 | Stil appèl                                                     |                                                              | Kamp Amersfoort | Leusden    |                           |                      |
| 1995      | Samen de toekomst                                              | Jeanne Huis in ’t Veld-Kerkhof en Gerda Schueler-Kerkhof     | Jan van Arkelweg | Achterveld | brons                     |                      |
| 1995      | Vrijheid in gebondenheid                                       | Piet Slegers                                                 | Zeilmakerij | Leusden    | staal                     |                      |
| 1995      | zonder titel                                                   | Gertjan van der Stelt                                        | 't Erf | Leusden    | granito                   |                      |
| 1996      | Spelende vosjes                                                | Willy Albers Pistorius                                       | Hardenbroeklaan, van | Leusden    | brons                     |                      |
| 1999      | Drie pompebladeren                                             | Wicky Nobels en Imy Baron                                    | in vijver bij Bruggeschans | Leusden    | cortenstaal, rvs en beton |                      |
| 2001      | Quatro Felici Amici                                            | Richard Brixel                                               | rotonde Middenweg/Noorderinslag | Leusden    | brons                     |                      |
| 2002      | Olifantje in brons                                             | Miep Maarse                                                  | Hamersveldseweg (voor bibliotheek) | Leusden    | brons                     |                      |
| 2003      | Tango                                                          | Eric Claus                                                   | grasveld Jan van Arkelweg/W. van Amersfoortstraat                                                                                              | Achterveld | brons                     |                      |
| 2005      | Villa Lisiduna                                                 | Reinier Lagendijk                                            | Clarenburg, rotonde | Leusden    | baksteen, beton, boom     |                      |
| 2006      | Flowing                                                        | Joseph Cals                                                  | rotonde Zuiderinslag/ Hilhorstpoort | Leusden    | brons                     |                      |
| 2007      | Commedia dell'Arte                                             | Eric Claus                                                   | Cohenpad, kruising Zuylenburgh | Leusden    | brons                     |                      |
| 2009      | Veteranenmonument                                              | Gert Sennema                                                 | Dodenweg (op de Rusthof) | Leusden    | brons, natuursteen        |                      |
| 2010      | Het dansend meisje                                             | onbekend                                                     | Nog in opslag tot oplevering brede school Tabaksteeg, Leusden                                                                                  | Leusden    | brons                     |                      |
| 2013      | muurreliëf van het voormalig Sinaï complex                     | Lex Horn                                                     | Kamp Amersfoort | Leusden    |                           |                      |
| 2015      | Schuilplaatsverlenersmonument                                  | Eric Claus                                                   | Kamp Amersfoort | Leusden    |                           |                      |
|           | Wel gebogen niet gebroken (Monument voor de gevallen vliegers) | onbekend                                                     | Dodenweg (op de Rusthof) | Leusden    |                           |                      |
|           | onbekend                                                       | onbekend                                                     | Dodenweg (achter de aula van de Rusthof) | Leusden    |                           |                      |
|           | Gaia                                                           | Theo Ponsioen                                                | Kruising Hamersveldseweg-Noorderinslag | Leusden    | brons                     |                      |
|           | Sint Jozef                                                     | onbekend                                                     | Hamersveldseweg, vóór de Katholieke kerk | Leusden    | kalksteen                 |                      |
|           | onbekend                                                       | onbekend                                                     | rotonde Randweg-Vlietsingel | Leusden    | beton en staal            |                      |
|           | onbekend                                                       | onbekend                                                     | Gebouw De Til, Hamersveldseweg | Leusden    | beton?                    |                      |
|           | onbekend (Twee stemvorken?)                                    | onbekend                                                     | Eikenlaan, voor muziekschool | Leusden    | staal                     |                      |
|           | Spelende kinderen                                              | onbekend                                                     | zijwand basisschool 'De Rossenberg', Rozengaarde                                                                                               | Leusden    | plaatstaal                |                      |
|           | onbekend                                                       | onbekend                                                     | Flankement | Leusden    |                           |                      |